# Toxomerus jussiaeae
Toxomerus jussiaeae är en tvåvingeart som beskrevs av Vige 1939. Toxomerus jussiaeae ingår i släktet Toxomerus och familjen blomflugor. Inga underarter finns listade i Catalogue of Life.